# مانسرا د آریبا
مانسرا د آریبا دهستانی در استان آبیلای اسپانیا است.
در این دهستان ۱۳۶ نفر زندگی می‌کنند. مساحت این دهستان ۱۷٫۶۳ کیلومتر مربع است.